# Oecetis brachyura
Oecetis brachyura är en nattsländeart som beskrevs av Yang och Morse 1997. Oecetis brachyura ingår i släktet Oecetis och familjen långhornssländor. Inga underarter finns listade i Catalogue of Life.